# Korea Train Express
Korea Train eXpress (KTX) è il nome commerciale del sistema ferroviario ad alta velocità della Corea del Sud operato da Korail. La costruzione ebbe inizio nel 1992 con la linea che connette la capitale Seul alle città di Pusan. Il servizio KTX ebbe inizio il 1º aprile 2004.

## Storia
La Linea Gyeongbu (da Seul a Pusan attraverso Daejeon, Taegu e Ulsan) e la Linea Honam (da Yongsan a Gwangju e Mokpo) aprirono il 31 marzo 2004, dopo 12 anni di lavori di costruzione. Grazie alla nuova linea i tempi di percorrenza della linea si sono ridotti a 2h 18' rispetto al vecchio treno Saemaul-ho che impiegava 4h 10' tra Seul e Pusan, e a 2h 58' nel tragitto tra Yongsan e Mokpo, che prima richiedeva 4h 42'. Venne prevista un'ulteriore riduzione dei tempi a 2h 10' sulla Linea Gyeongbu per il 2010.
Il 16 dicembre 2004 il treno HSR-350x (Hanvit 350), di fabbricazione coreana, raggiunse la velocità di 352,4 km/h durante una corsa di prova.

## La rete e i servizi
I treni KTX sono realizzati per viaggiare su linee appositamente costruite; tuttavia lo scartamento identico a quello delle linee tradizionali coreane ne permette un impiego molto flessibile e, in attesa del completamento delle linee, i treni possono viaggiare sia sulle linee veloci che su quelle lente.

### Linee KTX ad alta velocità
Il sistema di alta velocità coreano è costituito da due linee:
- Linea KTX Gyeongbu (da Seul a Pusan), in esercizio
- Linea KTX Honam (da Osan a Mokpo), in costruzione con aperture fra 2014 e 2017.

### Servizi
- KTX Gyeongbu: collega la capitale Seul a Pusan passando per Daejeon, Taegu, Gyeongju e Ulsan.
- KTX Honam: collega Seul con Mokpo passando per Daejeon e Gwangju. Al momento utilizza la rete veloce fino a Daejeon in attesa del completamento della linea Honam.
- KTX Gyeongjeon: collega Seul con Masan. La tratta è in comune con il KTX Gyeongbu fino a Taegu, dalla quale esce su linea tradizionale.
- KTX Jeolla: servizio avviato con l'Expo di Yeosu che unisce in 3 ore e 7 minuti Seul con Yeosu.
- KTX Gyeonggang : Servizio inaugurato nel 2017 con le Olimpiadi invernali di Pyeongchang 2018 che unisce Seul con Gangneung.

È prevista l'estensione dei servizi anche ad altre località, fra cui verso la città di Pohang.

### Servizi Soppressi
KTX Incheon: servizio avviato il 30 giugno 2014 che estende alcuni treni delle precedenti direttrici fino all'aeroporto di Incheon, con fermata anche alla stazione di Geomam a Incheon lungo la linea AREX. Il servizio venne interrotto provvisoriamente nel marzo 2018 per via del basso utilizzo. La sospensione divenne permanente nel settembre 2018.

## I treni

### KTX-I

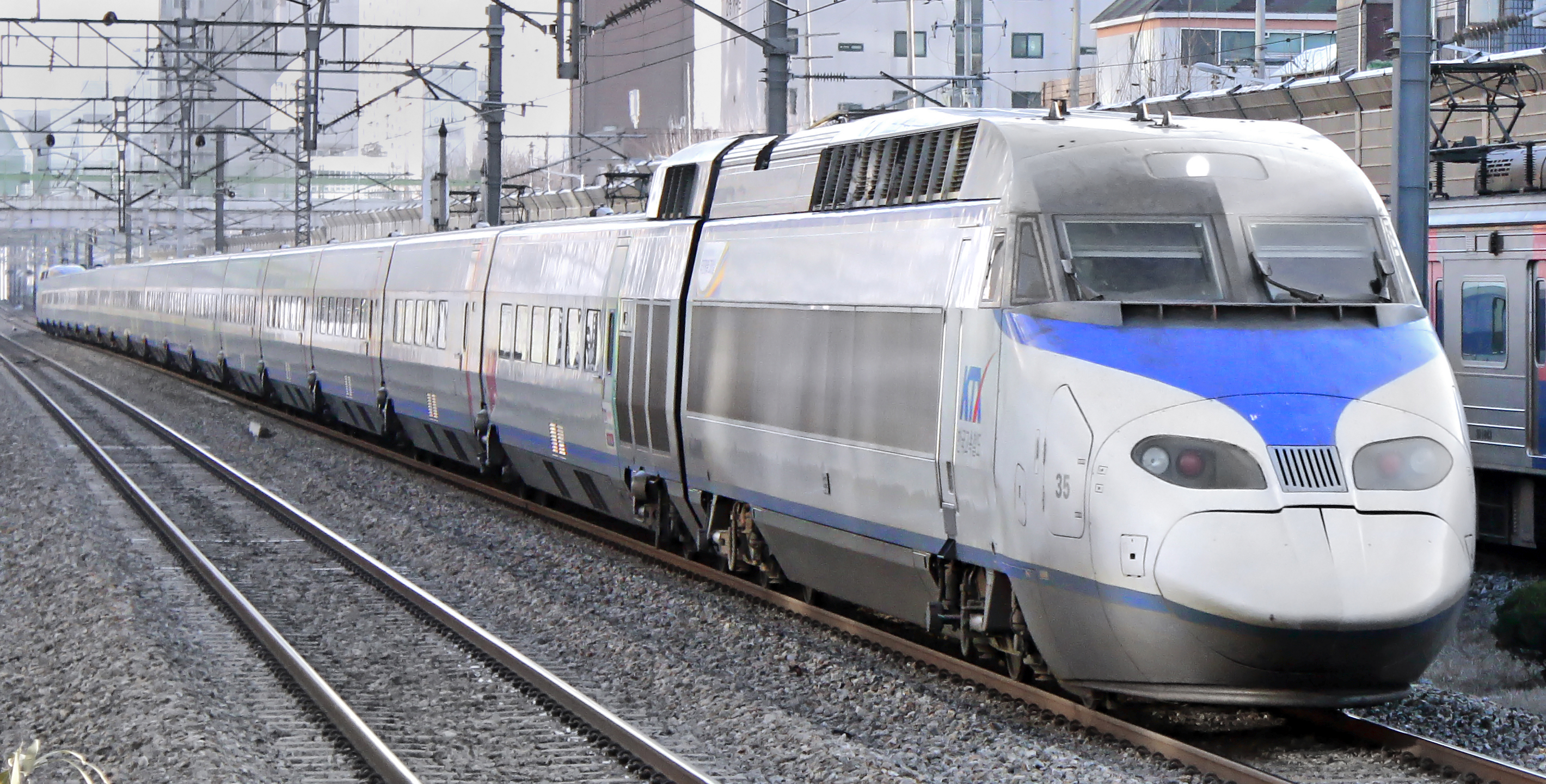
Treno KTX di prima generazione

I primi convogli KTX-I, chiamati anche TGV-K, sono una variante progettuale del TGV di Alstom. In tutto sono stati costruiti 46 treni, di cui i primi 12 in Francia direttamente dalla Alstom e il resto dalla società coreana ROTEM. Le linee sono state costruite con l'assistenza tecnica della SNCF.
Sono treni a composizione di 20 carrozze con due locomotive, prive di area passeggeri, e 18 carrozze viaggiatori. I KTX di prima generazione possono ospitare fino a 965 passeggeri, e viaggiare a 305 km/h.

### KTX Sancheon

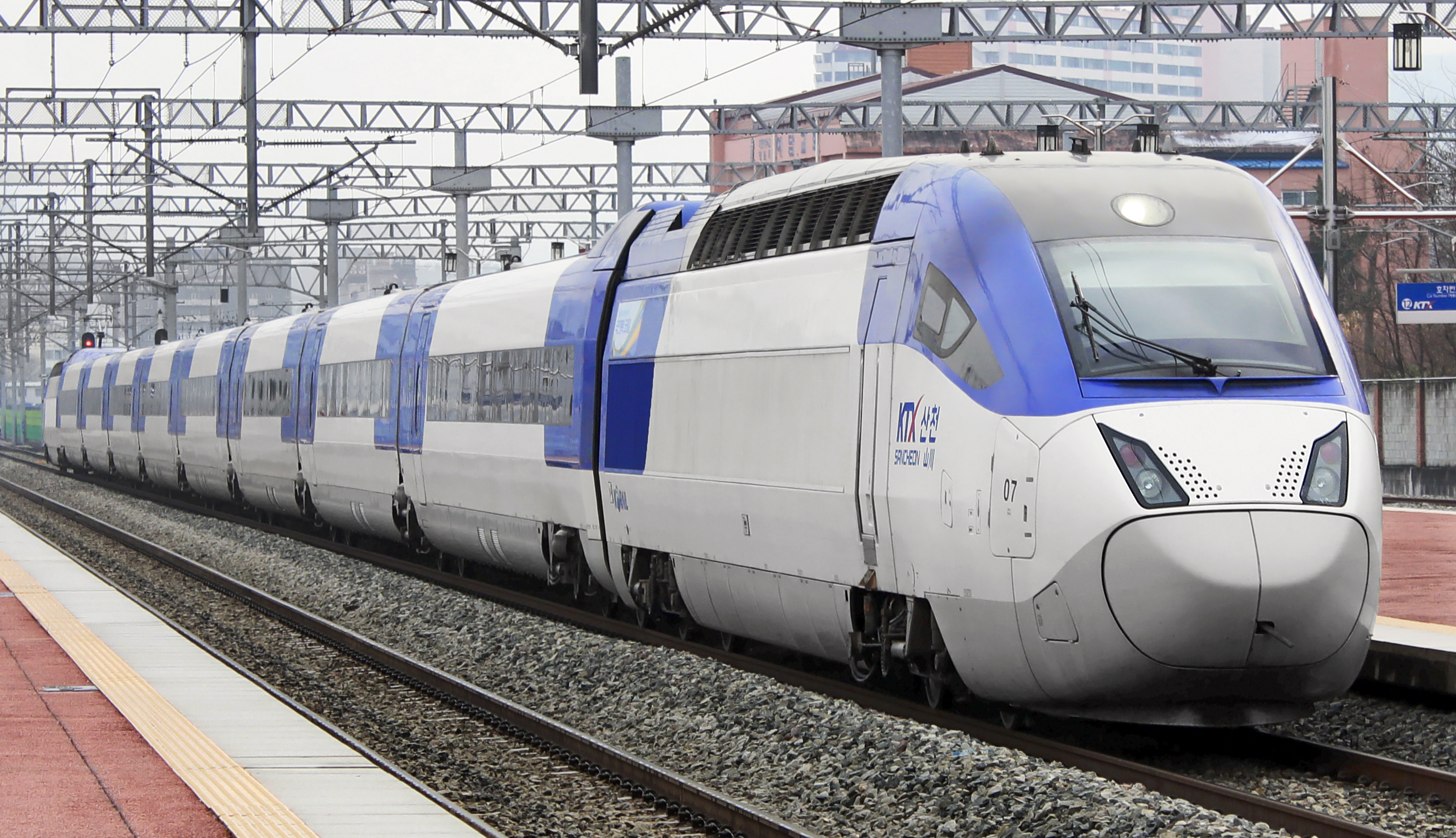
KTX Sancheon

Per le relazioni meno utilizzate e per una maggiore flessibilità, uno studio del 2001, basandosi sul modello sperimentale HSR-350x ha creato un nuovo treno, chiamato KTX-II (e in seguito battezzato KTX Sancheon).
Nel 2006 la Hyundai Rotem (facente parte del gruppo coreano Hyundai) ha vinto un bando per la costruzione di 10 convogli KTX-II, l'ordine è stato in seguito incrementato a 19, e i treni sono stati prodotti dal luglio 2006 al dicembre 2008.
I treni sono in grado di viaggiare a 330 km/h e la velocità commerciale è di 305 km/h. Questi treni sono costituiti da due elettromotrici fra le quali vi sono 8 carrozze per i passeggeri, 363 in totale, divisi in due classi più confortevoli rispetto al KTX-I. Rispetto a quest'ultimo, dove la tecnologia coreana era presente per il 58%, nel nuovo modello è salita all'87%. I treni sono entrati in servizio nel febbraio 2010.
Tuttavia dopo alcune settimane dal suo lancio iniziale, il treno ha iniziato a mostrare alcuni difetti di fabbricazione, comprese cessazioni nel funzionamento, culminate nel deragliamento dell'11 febbraio 2011, fortunatamente conclusosi senza gravi danni. I treni KTX Sancheon dovevano essere un sostituto dei modelli francesi precedenti, ma a causa di circa 30 malfunzionamenti dal marzo 2010, Korail chiese a Hyundai-Rotem di revisionare tutti i 19 treni in servizio.

### KTX-Eum

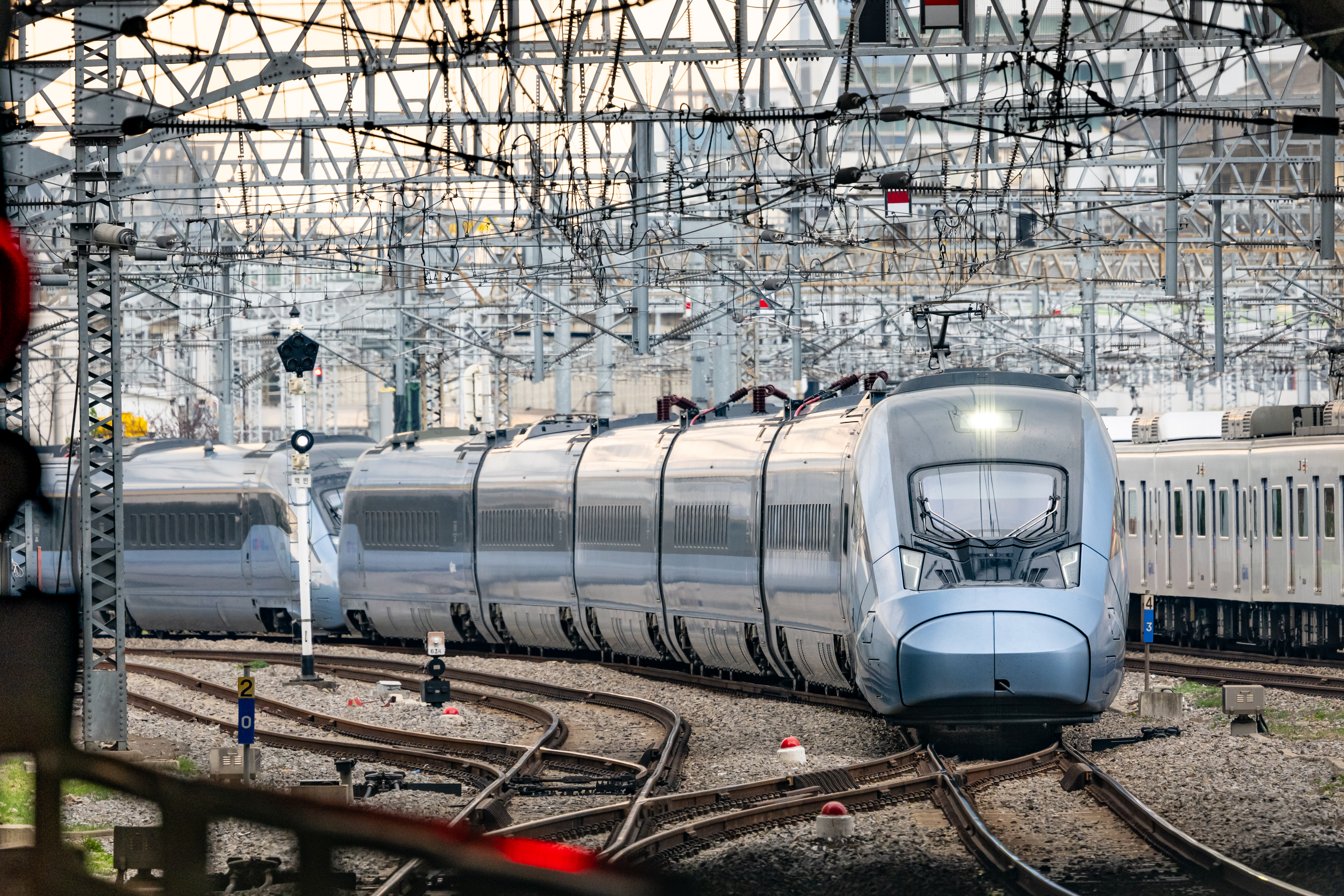
KTX-Eum

Il KTX-Eum è il primo treno ad alta velocità a potenza distribuita sviluppato dalla Corea ed è una versione commerciale dell'HEMU-430X sperimentale precedentemente testato da Korail. Raggiunge una velocità massima di 260 km/h (160 mph) ed è destinato a operare su linee ferroviarie semi-alta velocità.
Il treno è stato sviluppato e prodotto da Hyundai Rotem e si prevede che il modello sarà utilizzato anche in Uzbekistan nel 2027.

### KTX-Cheongryong

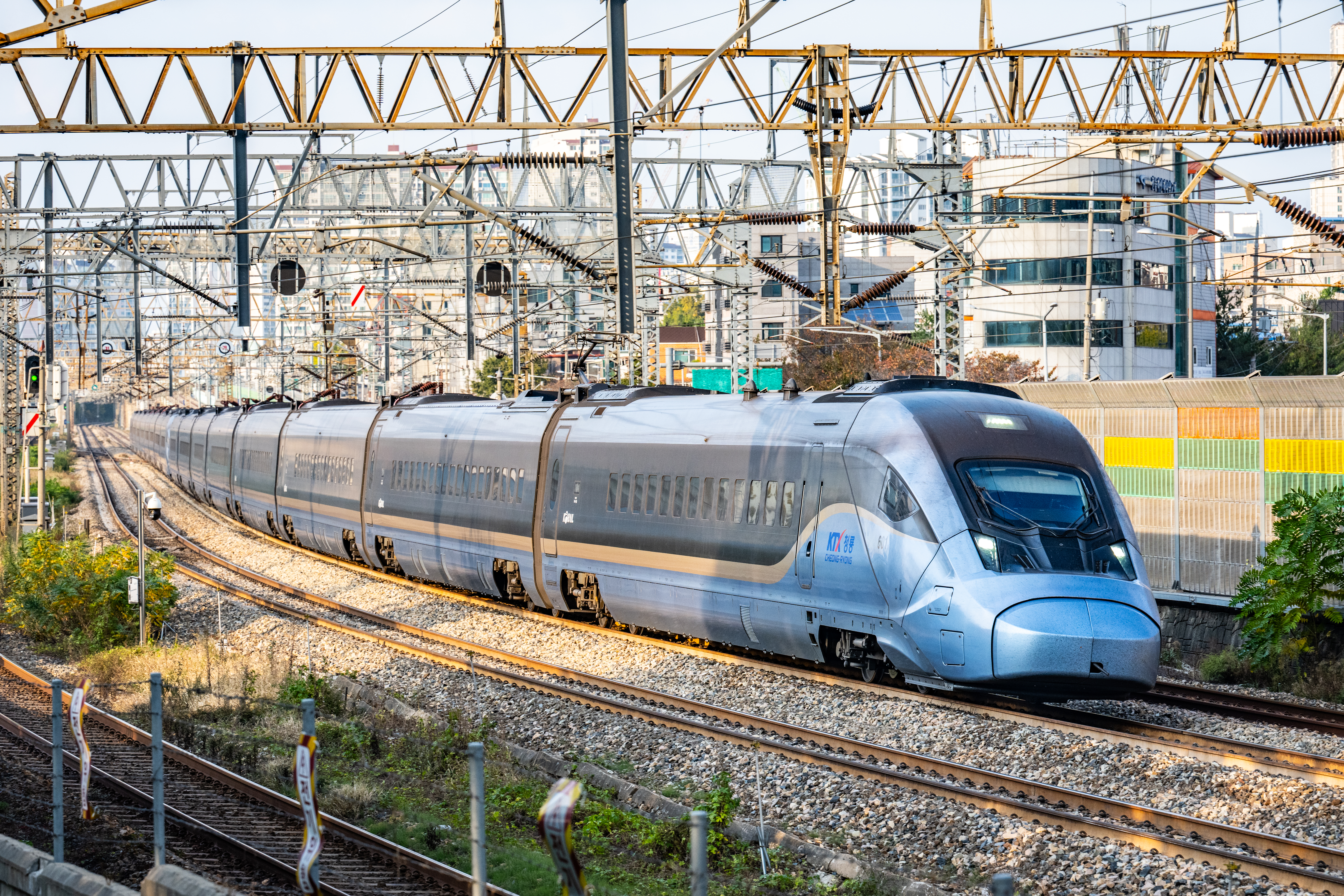
KTX-Cheongryong

Il KTX-Cheongryong è un treno gemello del KTX-Eum, ma un convoglio è composto da otto carrozze anziché da sei. Ha una velocità massima di servizio di 320 km/h (200 mph) ed è destinato a integrare i convogli per gli attuali servizi ferroviari ad alta velocità.
Il treno è entrato in funzione commerciale nel 2024 ed è il più recente treno ad alta velocità sviluppato dalla Corea del Sud.

## Progetti di espansione dei servizi KTE

### Rete
Dopo il completamento della linea fra Taegu e Pusan, che ha ridotto di altri 20 minuti i tempi di percorrenza, si stanno completando gli attraversamenti urbani nelle città di Taegu e Daejeon, che taglieranno di altri 8 minuti la durata del viaggio.
I binari della Linea Honam da Seul attraverso Osong per Gwangju e Mokpo sono in fase progettuale e i lavori di costruzione sono cominciati nel 2009 per terminare nel 2014 con la prima fase, e nel 2017 per tutta la linea.
Un servizio KTX che utilizza in parte le linee ordinarie è stato programmato sulla Linea Jeolla per Suncheon in vista dell'Expo 2012 ospitata a Yeosu; si diramerà dalla Linea Honam a Iksan. I lavori di adeguamento sono iniziati nel 2009 e dato che la linea Iksan-Yeosu permette la velocità massima di non più di 120 km/h, sono in corso adeguamenti atti ad elevarla a 180 km/h. Una linea che corre tra Samnangjin-Jinju è in fase di costruzione e si prevede di iniziarne l'operatività nel 2014.

### Treni

#### HEMU-400X
Nel 2007 un team di ricercatori governativi, università e compagnie private ha lanciato il progetto per la costruzione di un secondo modello sperimentale, chiamato HEMU-400X. Con un budget di 97 miliardi di won e un orizzonte di 6 anni, lo scopo era quello di creare un treno in grado di raggiungere i 400 km/h nei test, come base per creare un modello atto ai 350 km/h sulle linee KTX. A differenza dei precedenti modelli in uso, l'HEMU-400X avrà trazione distribuita su tutte le 6 carrozze..

#### KTX-III
Il KTX-III, la versione commerciale dell'HEMU-400X, dovrebbe entrare in servizio nel 2015. Il KTX-III doveva permettere di collegare Seul a Busan in 1 ora e 50 minuti con una velocità massima di 350 km/h. La velocità fu in seguito elevata a 370 km/h. Il treno ospiterà 378 passeggeri in 8 carrozze, ed è in considerazione anche la produzione di carrozze a doppio piano. Nel mese di maggio 2012 è stato presentato ufficialmente il prototipo, che fino al 2015 dovrà compiere 100.000 km di test prima dell'entrata in servizio.